# Entente cordiale
Die Entente cordiale (französisch für herzliches Einverständnis) ist ein am 8. April 1904 zwischen dem Vereinigten Königreich und Frankreich geschlossenes Abkommen. Ziel des Abkommens war eine Lösung des Interessenkonflikts beider Länder in den Kolonien Afrikas („Wettlauf um Afrika“). 1907 entwickelte sich die Entente cordiale durch Beitritt Russlands zur Triple Entente, die eine der Kriegsparteien im Ersten Weltkrieg verkörperte.
Der Begriff Entente cordiale ist älter. Er wurde bereits von Otto von Bismarck in seiner Rückschau auf die Gründung des Norddeutschen Bundes für eine der damaligen englischen Bündnisoptionen, nämlich ein Bündnis mit Frankreich, verwendet.

## Geschichte

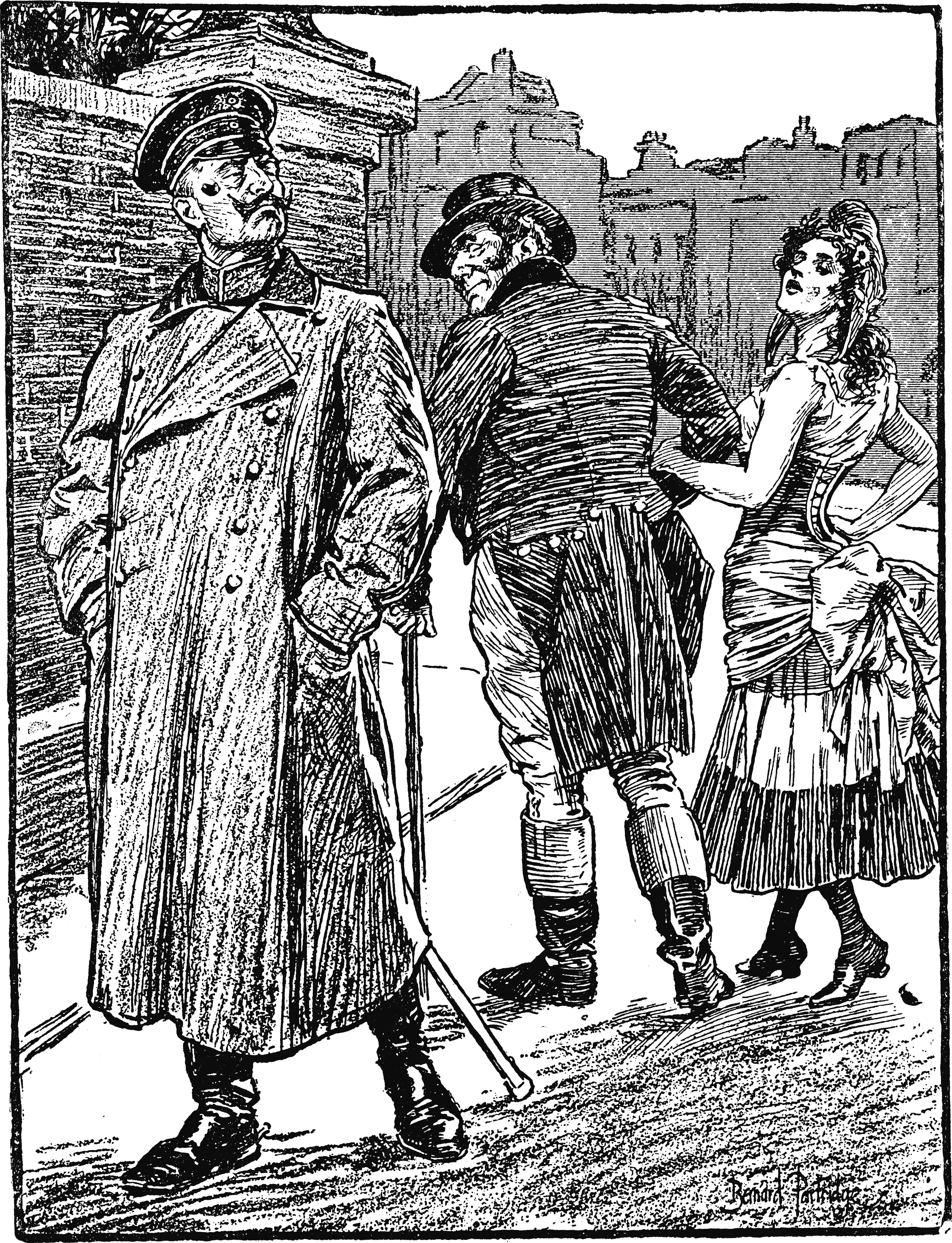
Zeitgenössische, in der britischen Zeitschrift Punch veröffentlichte Karikatur zur Entente cordiale: John Bull, eine nationale Personifikation Großbritanniens, führt Marianne, die nationale Personifikation Frankreichs, am Arm, während ein Offizier mit den Zügen Kaiser Wilhelms II. dies mit verächtlichem Blick quittiert.

Aufgrund der angespannten Gesamtsituation Europas am Ende des 19. und Anfang des 20. Jahrhunderts hielt das Vereinigte Königreich es für sinnvoll, aus der Splendid isolation herauszutreten und sich aktiv nach Bündnispartnern umzuschauen. Man nahm Verhandlungen mit dem Deutschen Kaiserreich auf, die aber 1901 wieder beendet wurden, da der deutsche Kaiser Wilhelm II. nicht bereit war, seine Flottenaufrüstung einzuschränken. Stattdessen glaubte die deutsche Regierung, aus einer starken Position heraus jederzeit die Gegensätze zwischen dem Vereinigten Königreich und Frankreich einerseits und die Gegensätze zwischen dem Vereinigten Königreich und Russland andererseits ausnutzen zu können (Politik der freien Hand).
Großbritannien schloss aber am 30. Januar 1902 mit Japan die Anglo-Japanische Allianz. Nachfolgend sah es sich allerdings als Bündnispartner Japans in einen drohenden Krieg Japans gegen Russland und dessen Bündnispartner Frankreich verwickelt und um einem eventuellen solchen Krieg zu entgehen, bemühte es sich ebenfalls 1902 auch schon verstärkt um einen Ausgleich mit Frankreich. Aufgrund der Unterstützung des Vereinigten Königreichs griff Japan 1904 dann Russland auch tatsächlich an, womit der Russisch-Japanische Krieg begann. Schwerpunkt des Interessenkonflikts Großbritannien / Frankreich waren die afrikanischen Kolonien Ägypten und Marokko. Um diesen Konflikt zu lösen, wurde am 8. April 1904 die Entente cordiale unterschrieben. Sie wurde nach dem britisch-russischen Interessenausgleich im Jahr 1907 um Russland zur Triple Entente erweitert.

## Vertragsinhalt
Die Entente cordiale regelte die Einflussgebiete des Vereinigten Königreiches und Frankreichs in Afrika. Schwerpunkt des Abkommens waren die Kolonien Ägypten und Marokko. Durch die Entente cordiale wurde eindeutig Marokko  Frankreich und Ägypten dem Vereinigten Königreich zugeschrieben. Die Großmächte versicherten einander, den politischen Status der jeweiligen Kolonie nicht zu verändern und die Interessen des Vertragspartners in der Kolonie zu beachten. Zudem sicherten sie einander den freien Verkehr durch den Sueskanal sowie durch die Straße von Gibraltar zu.